# RPGamer
RPGamer es un sitio web de noticias centrada en RPGs de ordenador y videojuegos. Trata sobre noticias de juegos lanzados en Norteamérica, Europa y Asia así como noticias sobre la industria del videojuego, críticas y revisiones de juegos, convenciones de juegos, merchandasing, fechas de lanzamiento, concursos y entrevistas. Proporciona revisiones de juegos de rol y mantiene contacto con profesionales de videojuegos y productores. RPGamer ha sido citado en varios medios y en cajas de videojuegos.
RPGamer también tiene varias columnas dedicadas a contenido remitido por los fanes; centrándose en revisiones de juegos, mezclas de música, editoriales, fiction, fondo de escritorio, pieles de software, arte digital y tradicional y una columna semanal de preguntas y respuestas. Otros métodos de interacción para los fanes son un foro, chat IRC y una encuesta semanal.

## Plantilla
Plantilla actual:
- Adriaan den Ouden - "omegabyte" - Point of View Curator
- Andrew Long - "Castomel" - Resource Manager
- Anna Marie Neufeld - "Paws" - Game Reviewer
- Chris Privitere - "sabin1001" - RPGCast Host
- Cole Jones - "Ilchymis" - Special Events
- Ed Walker - "Foxworth" - Webmaster
- Ethan Pipher - "Ethos" - Game Reviewer
- Jeffrey Cottrell - "Jeffrey" - Forum Administrator
- Jonathon Self - "Neist" - New Updates Editor
- Martin Drury - "keno" - Saving Throw Columnist
- Francis Gayon - "Fermat's Last Theorem" - Sound Test Curator
- Michael Baker - "GaijinMonogatari" - Japandemonium Columnist
- Michael Cunningham - "Macstorm" - Public Relations
- Mikel Tidwell - "Firemyst" - President
- Oliver Motok - "Metaridley" - Q&A Host and Head of Interaction
- Paul Koehler - "Amish" - Foreign Correspondent
- Glenn Wilson - "SeventhCircle" - Game Reviewer
- Sarah Williams - "sarahvait" - Editorialist
- Stew Shearer - "Stew" - Editorials Curator
- Shawn Bruckner - "o_O" - Content Manager
- Maxime Viventi - "Unpetitmax" - Fan Art Curator